# Juneporten

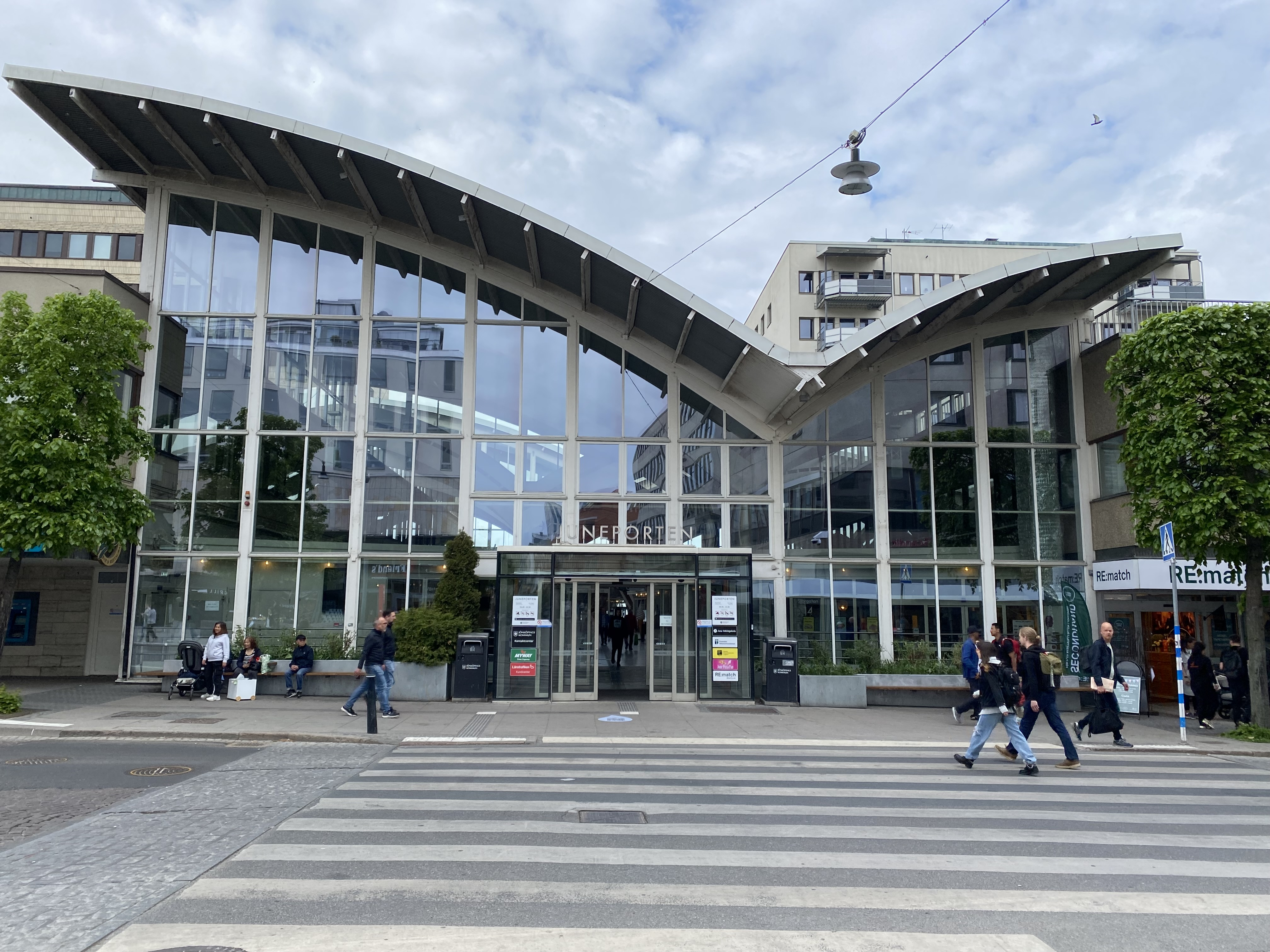
Juneportens exteriör 2024.

Juneporten är ett numera inbyggt torg i centrala Jönköping, i nära anslutning till Jönköpings centralstation. Tidigare hette platsen Djurläkartorget. Det nya namnet antogs efter en tävling.

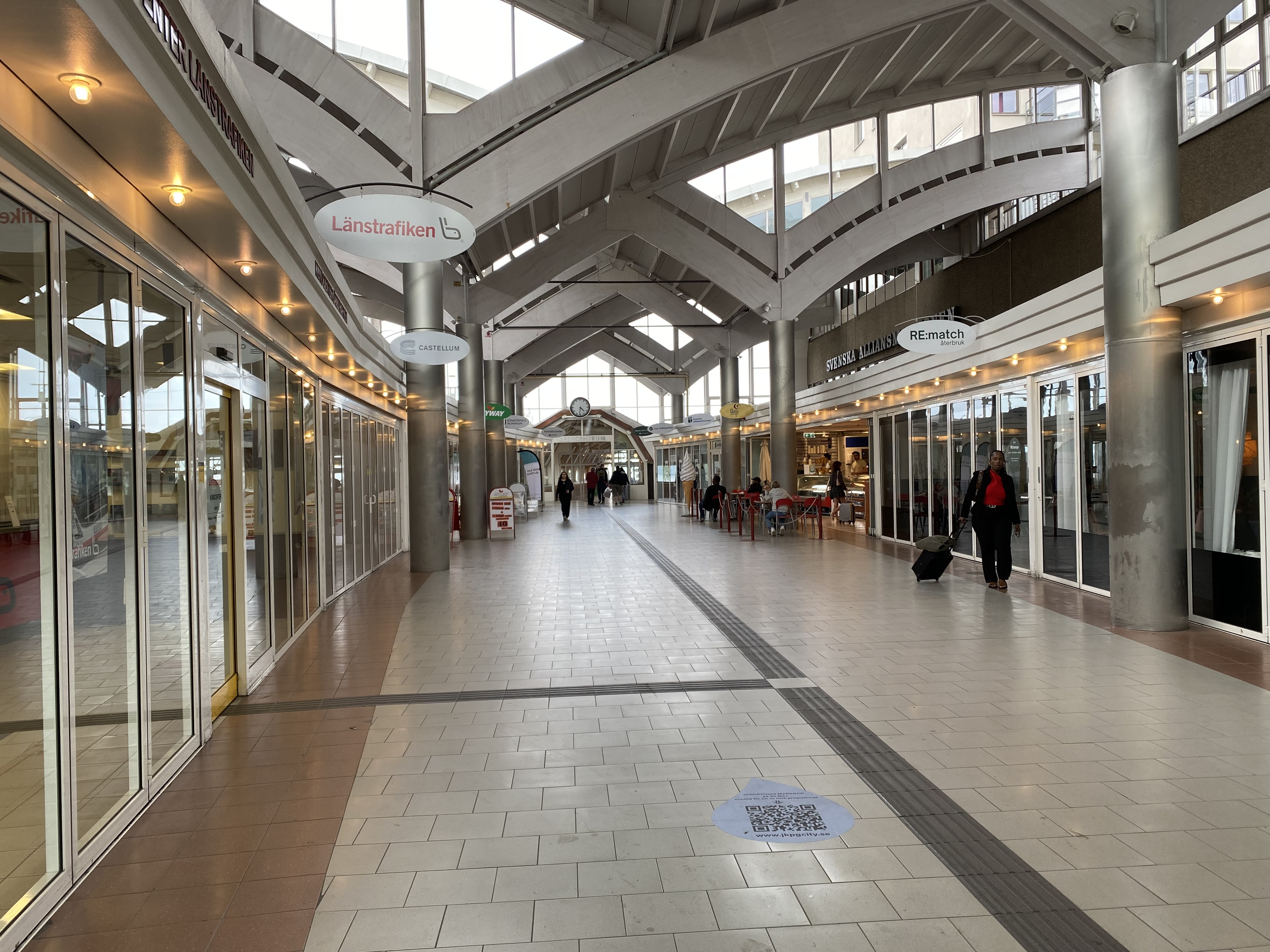
Juneportens interiör 2024.

Trots kommunens ambition att med det nya namnet revidera den negativa bilden som många jönköpingsbor hade av platsen som tillhåll för missbrukare, är Juneporten och dess omedelbara omgivning fortfarande en plats i centrala Jönköping som många kommuninvånare associerar med socialt utslagna personer.
Juneporten ligger där tidigare backen Djurläkarliden förband Järnvägstorget med Västra Storgatan, innan en ny gatuförbindelse drogs genom Jönköpings tändsticksfabriks område.